# Raggio idrodinamico
Il raggio idrodinamico di una macromolecola o di un colloide ha due significati.  Qualche testo utilizza tale espressione come sinonimo di raggio di Stokes.  

Altri libri lo definiscono come un raggio idrodinamico teorico {\displaystyle R_{hyd}}.  Considerano le macromolecole o i collodi come un insieme di subparticelle.  Questo è utilizzato comunemente per i polimeri; le particelle sarebbero quindi unità del polimero.  {\displaystyle R_{hyd}} è definita per:
{\displaystyle {\frac {1}{R_{hyd}}}\ {\stackrel {\mathrm {def} }{=}}\ {\frac {1}{N^{2}}}\langle \sum _{i\neq j}{\frac {1}{r_{ij}}}\rangle }
dove {\displaystyle r_{ij}} è la distanza tra le subparticelle {\displaystyle i} e {\displaystyle j}, e dove i bracci angolari {\displaystyle \langle \ldots \rangle } rappresentano una media di insieme. 
 I raggi idrodinamici teorici {\displaystyle R_{hyd}} sono stati stimati originariamente da John Gamble Kirkwood di un raggio di Stoke di un polimero.
Il raggio idrodinamico teorico {\displaystyle R_{hyd}} si pone nello studio delle proprietà dinamiche di polimeri che si muovono in un solvente.  È spesso grandezza simile al raggio di girazione.